# 호두항 (여수시)
호두항은 전라남도 여수시 화양면 용주리 호두마을에 있는 어항이다. 2007년 8월 8일 어촌정주어항으로 지정하여 관리하고 있다. 시설관리자는 여수시장이다.

## 어항 구역
- 수역: 북위 34°42′23″, 동경 127°38′18″의 지점에서 W방향으로 175m점과 이 점에서 S방향으로 150m점과 이 점에서 E방향으로 육지부를 연결하는 선을 따라 형성된 공유수면[1]

## 어항 시설
- 선착장 114m

## 기본 계획
- 방파제 30m, 물양장 40m, 호안 49m, 선착장 114m[1]

## 정비 계획
- 방파제 30m, 물양장 40m, 호안 49m[2]

## 주요 어종
- 멸치